# Remo Girone
Remo Girone (Asmara, 1 december 1948) is een Italiaans acteur. Een van zijn bekendste rollen is die van Tano Cariddi in de maffiaserie La piovra. Hij verscheen ook in de misdaadfilm Live by Night (2016) en in de biografische sportfilm Ford v Ferrari (2019) als Enzo Ferrari.

## Filmografie

### Films (selectie)
- The Antichrist (1974)
- Corleone (1978)
- Cafe Europa (1990)
- Breath of Life (1990)
- Il viaggio di Capitan Fracassa (1990)
- Heaven (2002)
- Ne touchez pas la hache (2007)
- Black Sun (2007)
- Infernet (2016)
- Live by Night (2016)
- Ford v Ferrari (2019)
- The Equalizer 3 (2023)

### Televisieseries (selectie)
- Roma rivuole Cesare (1974)
- Strada Pia (1983)
- La piovra (1987-1992, 1995, 2001)
- Fantaghirò 5 (1996)
- O la va, o la spacca (2004)
- Maria di Nazaret (2012)
- Killing Eve (2018)

## Eretitels
- Commandeur in de Orde van de Ster van de Italiaanse Solidariteit (2009)
- Officier in de Orde van Verdienste van de Republiek Italië (2018)
- Officier in de Orde van Culturele Verdienste (Monaco) (2019)